# Autodromo di Franciacorta

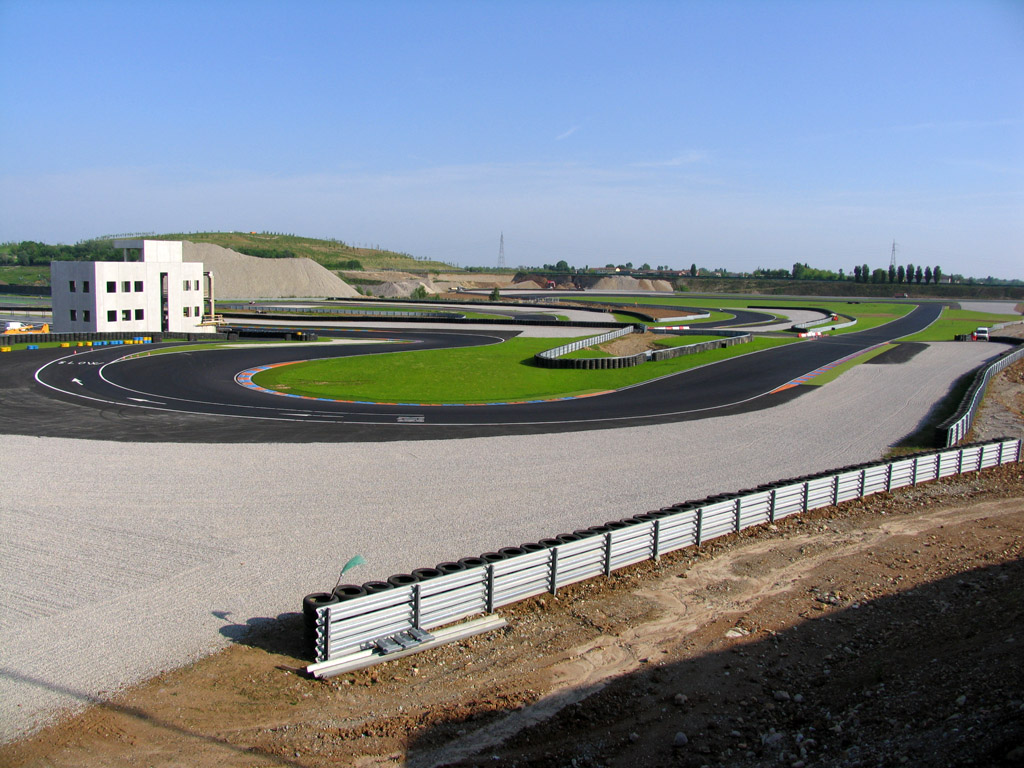
Vista delle curve finali e dell'ingresso ai box

L'autodromo di Franciacorta o circuito di Franciacorta è un circuito localizzato nella omonima zona della Franciacorta, a Castrezzato in provincia di Brescia. Originariamente concepito e progettato dall'Ing. Gianfranco Agnoletto, già progettista dell'Autodromo del Mugello, l'autodromo ha ricevuto omologazione dalla FIA per le competizioni automobilistiche e dalla FMI per quelle motociclistiche. Il circuito è stato inaugurato nel 2006.
Questo autodromo ospita annualmente, a partire dal 2017, la tappa italiana del campionato NASCAR Whelen Euro Series, ovvero il campionato Nascar effettuato però solo su circuiti europei Nel 2014 e 2015 ha ospitato la tappa italiana del campionato mondiale rallycross.
Nel 2009 ha ospitato la LXIII edizione del Motocross delle Nazioni. Nella classe regina, la MX1 (ora denominato MXGP), il vincitore fu Ryan Dungey (USA) su Suzuki. Jake Weimer (USA), su Kawasaki, e Ivan Tedesco (USA), su Honda, vinsero invece nella categoria MX2 e Open
La costruzione è iniziata nel 2005, in una zona adibita a ex cava, a 12 metri sotto il livello di campagna con il complesso che copre una superficie di 500.000 m².
Nell'estate 2017 viene realizzata la nuova variante, per rendere più veloce il circuito, tagliando le curve 5 e 6.
È stato acquistato da Porsche nel 2019, che nel 2021 ha inaugurato il Porsche Experience Center più grande al mondo. Per questo il nome ufficiale dell'impianto è Porsche Experience Center Franciacorta.